# Nawami

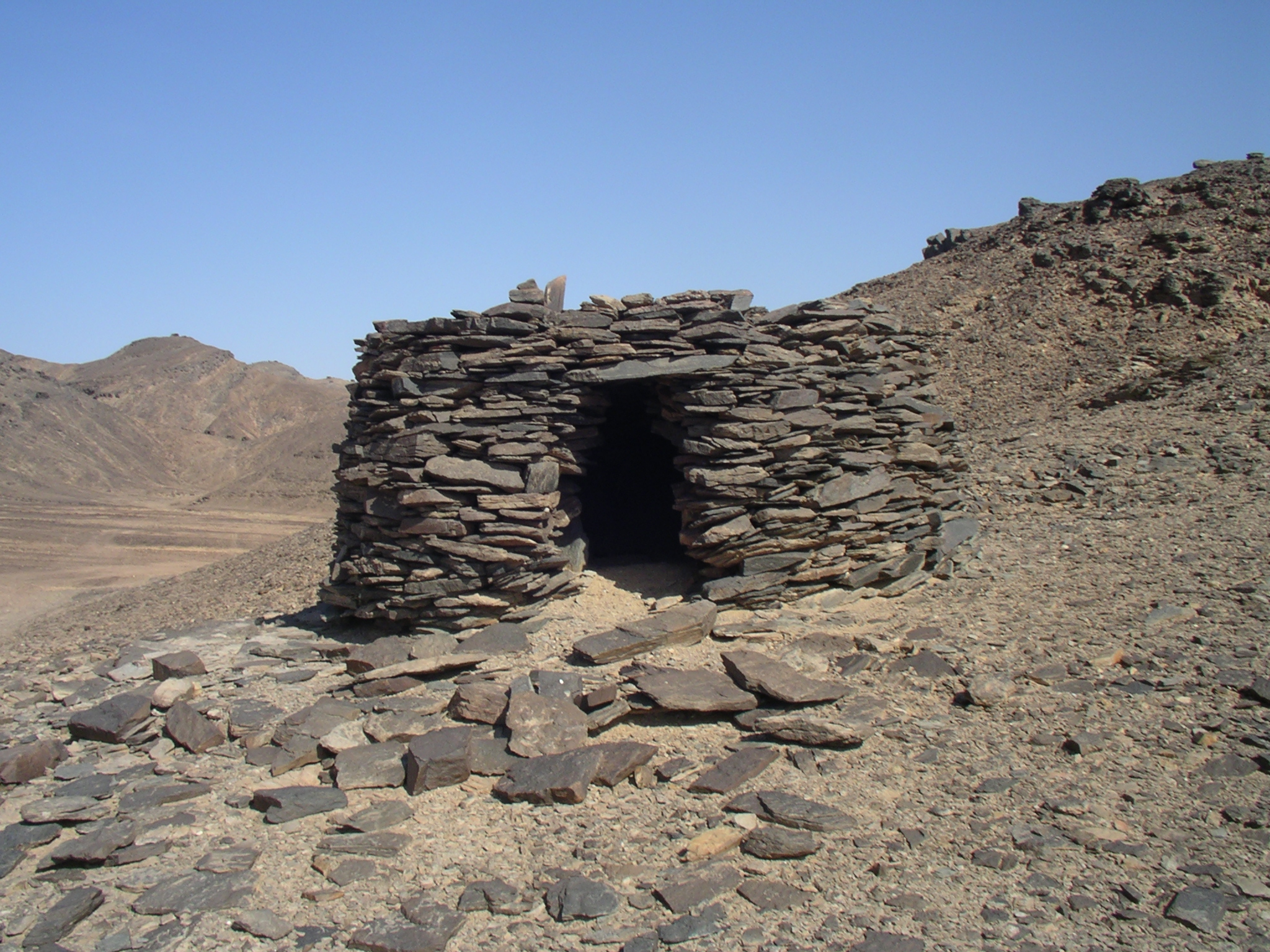
Nawami am Jebel Ruwaik

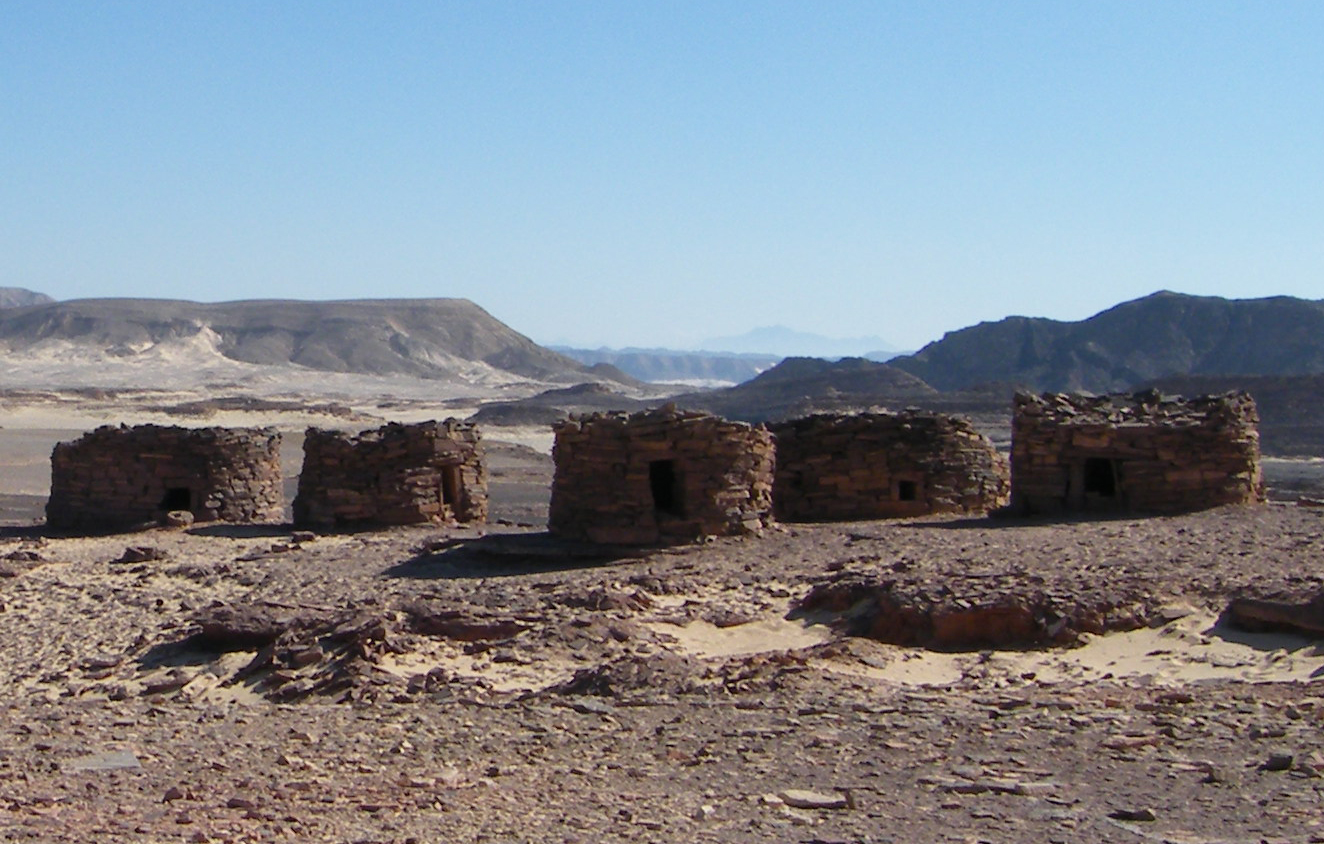
Nawamis im Sinai

Ein Nawami ist ein runder prähistorischer Steinbau im südlichen und östlichen Sinai in Ägypten und auf der Arabischen Halbinsel.
Die in Trockenmauerwerkstechnik errichteten und mit Kraggewölben versehenen Gebäude wurden aus Sandsteinplatten errichtet. Sie haben nur eine kleine Öffnung im Westen. Nawamis sind zwischen 2,0 und 2,5 m hoch und haben Durchmesser von 3,0 bis 6,0 m.
In den Strukturen haben Archäologen Feuerstein- und Kupferwerkzeuge, winzige Kannen, Knochen, Muschelarmbänder und farbige Perlen, die als Grabbeigaben angesehen werden, zu Tage gefördert. Viele Nawamis wurden in die lokale Kupferzeit (4000–3150 v. Chr.) datiert. Die Identität der Menschen, die in den Nawamis bestattet wurden, ist noch ungeklärt.
Die etwa 30 km südlich der Oase Ain Khudra, unweit der Straße St.-Katharina-Nuwaiba liegenden Nawamis sind die am leichtesten zugänglichen.
Ähnliche Bauten (Al Ayn, Al-khawdh hur al-dhab' und Jebel al-Salayli) wurden auch in Oman als Gräber errichtet.